# Robert Péguy
Marcel Robert Péguy, né le 14 décembre 1883 dans le 17e arrondissement de Paris et mort le 21 juillet 1968 dans le même arrondissement, est un réalisateur et scénariste français.
Bien qu'ils aient tous deux leurs racines familiales dans le Loiret, il n'a aucun lien de parenté avéré avec l'écrivain Charles Péguy.

## Biographie
Fils naturel d'un père non dénommé et d'une commerçante, Joséphine Péguy (1862-1926) qui ne le reconnaît qu'en 1916, Robert Péguy est artiste dramatique avant de s'engager dans l'armée pour quatre ans en mars 1902. Incorporé au 39e régiment d'infanterie, il est rendu à la vie civile en mars 1906 avec le grade de sergent.
Rappelé sous les drapeaux lors de la mobilisation générale d'août 1914, Robert Péguy rejoint le 167e régiment d'infanterie. Il est blessé à deux reprises devant Verdun en août puis septembre 1916. Classé dans le service auxiliaire pour motif médical à l'issue de sa convalescence, il est employé à l'arrière jusqu'à sa démobilisation en février 1919.
En 1921, il réside à Montrouge avec son épouse et est alors metteur en scène pour la firme Phocea films.
En 1936, il vit en concubinage avec une conjointe de nationalité belge et leur fille dans le 15e arrondissement de Paris et se présente comme homme de lettres.
Parallèlement à sa profession de cinéaste, Robert Péguy est également crédité de 1932 à 1940 d'une activité secondaire de parolier. Il écrit les textes de chansons de certains de ses films sur des musiques composées par Vincent Scotto, Albert Chantrier, Henri Poussigue et Maurice Bellecour.

## Filmographie

### Réalisateur
- 1910 : Jim Crow
- 1912 : La Fille du pêcheur
- 1920 : Nine ou la jeune fille au masque
- 1920 : Être aimé pour soi même
- 1921 : L'Aviateur masqué
- 1922 : Le Crime de Monique
- 1923 : Le Vol
- 1924 : Paul et Virginie
- 1924 : Kithnou
- 1925 : 600 000 francs par mois
- 1927 : Paris-New York-Paris
- 1927 : Muche
- 1929 : Embrassez-moi
- 1929 : Les Mufles
- 1931 : La Maison jaune de Rio (coréalisateur : Karl Grune)
- 1931 : Son Altesse l'amour
- 1932 : Monsieur Durand sénateur (court-métrage)
- 1932 : Clochard
- 1932 : La Claque
- 1933 : Au pays du soleil
- 1934 : L'Affaire Sternberg (moyen métrage)
- 1935 : Monsieur Prosper (moyen métrage)
- 1936 : La Mystérieuse Lady
- 1936 : Les Croquignolle (moyen métrage)
- 1936 : Jacques et Jacotte
- 1937 : Ma petite marquise
- 1938 : Monsieur Breloque a disparu
- 1939 : Grand-père
- 1941 : Notre-Dame de la Mouise
- 1942 : Dernière Aventure
- 1943 : Coup de feu dans la nuit
- 1943 : Les Ailes blanches
- 1946 : Master Love
- 1949 : Vive la grève (court métrage)

### Scénariste
- 1927 : Croquette, une histoire de cirque
- 1927 : Muche
- 1929 : Embrassez-moi
- 1939 : Grand-père
- 1941 : Notre-Dame de la Mouise
- 1943 : Les Ailes blanches

### Acteur
- 1909 : Cyrano de Bergerac